# Izolacja elektryczna
Izolacja elektryczna (ang. electric insulation) – zespół materiałów elektroizolacyjnych, które zapewniają utrzymanie wymaganej różnicy potencjałów między wszystkimi częściami urządzenia elektrycznego.